# Simon P. Hughes

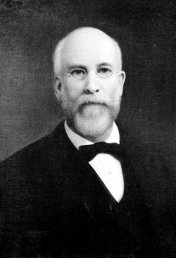
Simon Hughes

Simon P. Hughes, Jr. (* 14. April 1830 in Carthage, Tennessee; † 29. Juni 1906 in Little Rock, Arkansas) war ein US-amerikanischer Politiker und zwischen 1885 und 1889 Gouverneur von Arkansas.

## Leben
Simon Hughes besuchte die Sylvan Academy und das Clinton College in Tennessee. Im Dezember 1849 kam er nach Arkansas. Dort war er zwischen 1853 und 1855 Sheriff im Monroe County. Es folgte ein Jurastudium und 1857 die Zulassung als Rechtsanwalt. Danach ließ er sich in Clarendon als Anwalt nieder. Während des Amerikanischen Bürgerkriegs kämpfte er in der Armee der Südstaaten. Dort brachte er es bis zum Oberstleutnant. Zwischen 1866 und 1867 war Hughes Abgeordneter im Repräsentantenhaus von Arkansas. Im Jahr 1874 war er Delegierter auf der Konferenz zur Überarbeitung der Staatsverfassung von Arkansas. Von 1874 bis 1877 war er Justizminister (Attorney General) dieses Staates. Am 1. September 1884 wurde Hughes als Kandidat der Demokratischen Partei zum neuen Gouverneur von Arkansas gewählt.

## Politik
Simon Hughes Amtszeit begann am 17. Januar 1885. Nach einer erfolgreichen Wiederwahl im Jahr 1886 konnte er insgesamt vier Jahre im Amt des Gouverneurs verbleiben. In dieser Zeit wurde die Arkansas Industrial University reformiert. Mit der Position des Staatsgeologen wurde ein neues Amt in der Regierung geschaffen. Öffentliche Hinrichtungen wurden abgeschafft und der Verkauf von alkoholischen Getränken wurde erschwert. Nach dem Ende seiner Amtszeit wurde Hughes im Jahr 1889 Richter am Obersten Gerichtshof von Arkansas. Dieses Amt übte er 16 Jahre lang aus. Simon Hughes starb im Juni 1906 in Little Rock und wurde auf dem dortigen Mount Holly Friedhof beigesetzt. Er war mit Ann E. Blakemore verheiratet, mit der er sechs Kinder hatte.